# Девушка с кувшином
«Девушка с кувшином» (другие названия — «Молочница», «Царскосельская статуя», «Перетта») — фонтан в Екатерининском парке Царского Села в Санкт-Петербурге (автор проекта — Августин Бетанкур, скульптор — Павел Соколов), памятник садово-парковой архитектуры и скульптуры начала XIX века федерального и международного значения, получил известность как «Царскосельская статуя». Скульптура стала поэтическим символом царскосельских садов. По мнению старшего научного сотрудника отдела живописи Русского музея Всеволода Петрова, скульптура представляет собой вершину творчества Павла Соколова и принадлежит к числу самых прекрасных достижений русской садово-парковой скульптуры.
Современники предполагали, что источником сюжета для скульптуры послужила басня Лафонтена «Молочница, или Кувшин с молоком». Отдельные исследователи видят в скульптуре портретное изображение супруги императора Александра I Елизаветы Алексеевны и считают, что фонтан является аллегорией её траура по скончавшимся во младенчестве дочерям и умершему незадолго до этого любовнику. Фонтан вдохновил большое число российских деятелей культуры на создание литературных и музыкальных произведений. Среди них: стихотворения «Царскосельская статуя» Александра Пушкина и Анны Ахматовой, романс «Царскосельская статуя (по Пушкину)» Цезаря Кюи.

## История создания
Первоначально в этом месте находился родник, служивший истоком ручья Вангази. При Екатерине I к нему вела лестница из пудостского камня. Над деревянным жёлобом, по которому стекала вода, была построена арка, опиравшаяся на колонны из того же камня. Сотрудник царскосельского музея Виктор Семёнов в наброске-реконструкции воссоздал родник таким, как он выглядел в то время. В 1757 году, после строительства поблизости с ним Катальной горки, родник спрятали в особую камеру, из которой вода по подземному водоводу (лотку, мощённому булыжником, с деревянными стенками и перекрытием) стекала к пруду. На выходе водовода на поверхность была построена плотина. От неё вёл широкий и длинный канал, мощённый булыжником. Он использовался работными людьми и лошадьми как единственный в то время источник питьевой воды.
К 1809 году в Царском Селе уже действовал Таицкий водовод, подававший в большом количестве воду с Ижорской возвышенности, поэтому утилитарная функция родника отпала. В 1808—1810 годах при благоустройстве участка бывшей Катальной горки садовый мастер Иоганн Буш и архитектор Луиджи Руска преобразовали склон между созданной ими Гранитной террасой и Большим прудом в виде зелёных уступов, по которым спускались дорожки.
Перед инженером Августином Бетанкуром была поставлена задача «у террасы, где проведена ключевая вода, отделать место сие в хорошем вкусе» — декорировать это пространство. Изыскания, проведённые им, установили, что в этом месте под землёй имеется известняковый водоносный слой. Водоупорный же пласт представлял собой слой кембрийской глины под известняком на глубине трёх — четырёх метров. Рельеф местности имеет понижение к Большому пруду, благодаря чему и действует родник. Бетанкур перестроил существовавшую для защиты источника камеру (она превратилась из защитной в каптажную) путём расширения и среза водоносного пласта до водоупора. Камера была сделана в форме елового сруба с двойным накатом, обложенного глиной с трёх сторон. Инженер разместил её на водоупоре перед водоносным пластом, заключив водовод между камерой и каналом в чугунную трубу. Перепад высот между камерой и каналом составил два метра, что вполне хватало для устройства фонтана.
Скульптуру для фонтана создал представитель русского классицизма, академик Императорской Академии художеств Павел Соколов. Биограф Бетанкура профессор Владимир Павлов писал, что именно скульптор обратился к испанскому инженеру с предложением составить проект будущего фонтана. По утверждению Павлова, Бетанкуру принадлежат водоснабжение и водоотведение, установка пьедестала и каменного спуска к основанию, а также выбор места для установки скульптуры. Модель для неё была изготовлена из алебастра. Камень, использованный как пьедестал, был установлен над трубой, по которой вода из каптажной камеры поступала в канал. Сам камень был просверлен и вода из трубы стала поступать в разбитую урну, как только был заткнут конец трубы, расположенный под отверстием.
Фонтан был запущен в 1810 году, к столетию Царского Села, однако Соколов не успел к этому времени перевести скульптуру в бронзу. 16 июня 1816 года смотритель Таицкого водовода Царскосельского дворцового правления инженер-поручик Франциск Каноббио отправил письмо, упоминавшее некое изменение во внешнем виде фонтана: «Состоящий в верхнем царскосельском саду вновь построенный каскад с алебастровой фигурою, переведён ныне в совершенный свой порядок и совсем окончен». Семёнов оценил это сообщение как свидетельство установки бронзового изображения вместо алебастрового, с учётом того, что в августе того же года скульптору было выплачено 3000 рублей. От этого же времени сохранилась сделанная Соколовым запись о выполнении некоей «работы по именному Его Величества поручению». По другим данным, бронзовая скульптура появилась только в 1817 году. Известно, что она была отлита в мастерской Императорской Академии художеств. Авторская гипсовая модель статуи в настоящее время хранится в Государственном Русском музее. Людмила Доронина в своей двухтомной истории русской скульптуры писала, что Бетанкур был восхищён скульптурой Павла Соколова. Специально для испанского инженера (и по его просьбе) скульптор изваял мраморную копию.
Первоначально архитектурная композиция фонтана, созданная Бетанкуром, дополнялась гротом, который был ликвидирован в середине XIX века.

## Внешний вид фонтана и окружающий ландшафт
Босая девушка в античной тунике сидит на большом сером камне, поджав под себя ноги и опустив левую руку с зажатым в ней черепком от кувшина. Правая рука её подпирает склонённую голову, прядь волос падает ей на шею, левое плечо и грудь обнажены. Рядом с девушкой лежит разбитый кувшин, из которого непрерывной струёй вытекает родниковая вода.
Главный садовник царскосельских парков Иосиф Буш вписал фонтан в романтический пейзаж. Гранитный постамент возвышается на открытом пространстве, вокруг которого растут деревья. По словам Семёнова, они создают «удивительное ощущение чего-то величественного и вместе с тем таинственного».

## Фонтан в XIX—XXI веках
В 1830 году заслуженный профессор и ректор Императорского Казанского университета Илья Яковкин составил подробное описание фонтана, упомянув, что зимой фигура девушки покрывается «досчатым чехлом». Автор восхищался достоверностью передачи скульптором её «горести», «внутреннего сокрушения», точности «размера всей фигуры».
Дворцово-парковая администрация долгое время не знала точного места, откуда поступает вода в фонтан. В 1877 году, когда струя из кувшина стала исчезать, обнаружилось, что чертежей водоподводящей системы нет. Специальные исследовательские работы были поручены инженеру Чернявскому. Ему удалось выяснить и зафиксировать на чертежах систему водоснабжения, созданную Бетанкуром. Сама система была признана удовлетворительной и потребовала лишь незначительной реконструкции: было заменено прогнившее перекрытие каптажной камеры, прочищены трубы, засор которых и привёл к трудностям с подачей воды. Семёнов предполагал, что именно в это время в связи с широким освещением ремонтных работ в средствах массовой информации появилась легенда, что вода из фонтана излечивает от телесных и сердечных недугов. Она получила широкое распространение и даже вызвала интерес специалистов. Возле фонтана была установлена каменная тумба, к которой железной цепью была прикована кружка для многочисленных паломников. Химический анализ, проведённый в 1910 году доктором Гутовкиным, показал, что по качеству вода из фонтана уступает водопроводной воде в Царском Селе, идущей от Орловского и Таицкого ключей. В ней больше бактерий и она жёстче.
В конце XIX века вокруг фонтана появилось ограждение в виде железного штакетника (он был сделан по образцу деревянных, использовавшихся тогда в парках). Штакетник был обсажен невысокими зелёными насаждениями. В 1937 году ограждение было ликвидировано, одновременно была ликвидирована каменная тумба, стоявшая в месте падения воды из кувшина.
Перед немецкой оккупацией во время Великой Отечественной войны статуя была зарыта и три года пролежала в земле, поэтому не пострадала (Дмитрий Кузнецов считал символическим, что на даче графини Юлии Самойловой на Павловском шоссе, недалеко от того места, где была зарыта скульптура, располагался штаб 250-й дивизии испанских добровольцев). После освобождения города некоторое время вырытая из тайника скульптура находилась в комнате поэта в Царскосельском лицее (она здесь стояла на обычном ящике, задрапированном мешковиной), где был устроен пушкинский уголок. Разбитый сосуд фонтана был утрачен. Во время Великой Отечественной войны система водоснабжения города была уничтожена, а фонтан, лишённый скульптуры, стал единственным источником питьевой воды для жителей Царского Села и окрестностей. В 1945 году скульптуру вернули на место, в 1947 году был заново создан разбитый кувшин, из которого вновь полилась вода. В 1951 году фонтан был отреставрирован (некоторое время после этого вокруг фонтана находилось ограждение).
В 1989 году была проведена новая реконструкция фонтана: прогнившие брёвна каптажной камеры были заменены железобетонными деталями, чугунные трубы заменили на пластмассовые, битые камни отмостки были заменены на специально изготовленные по чертежам, в гранитной стенке сделали удобный забор воды для туристов. В 1990 году была изготовлена копия, которой заменили бронзовый оригинал (см. ниже).
В июне 1992 года в городе Колумбус (США) оригинал скульптуры Соколова демонстрировался на выставке AmeriFlora-92, приуроченной к 400-летию открытия Америки Колумбом. Для этого был вырыт специальный водоём, на берегу которого установили большой камень. Сверху закрепили статую с кувшином и подвели воду.

Девушка с кувшином в разные времена года
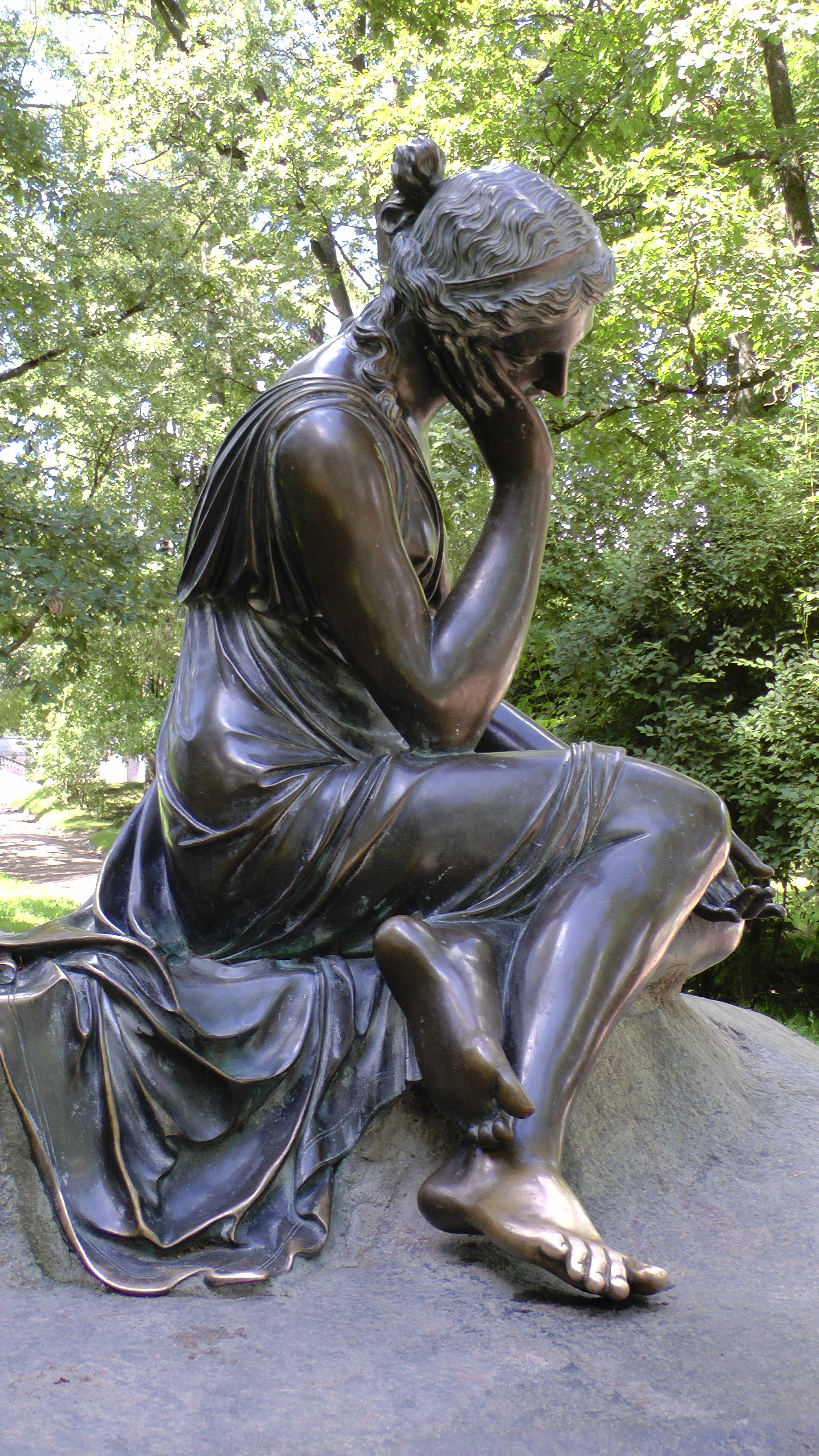
Девушка с кувшином, 1816. Екатерининский парк Царского Села (лето)
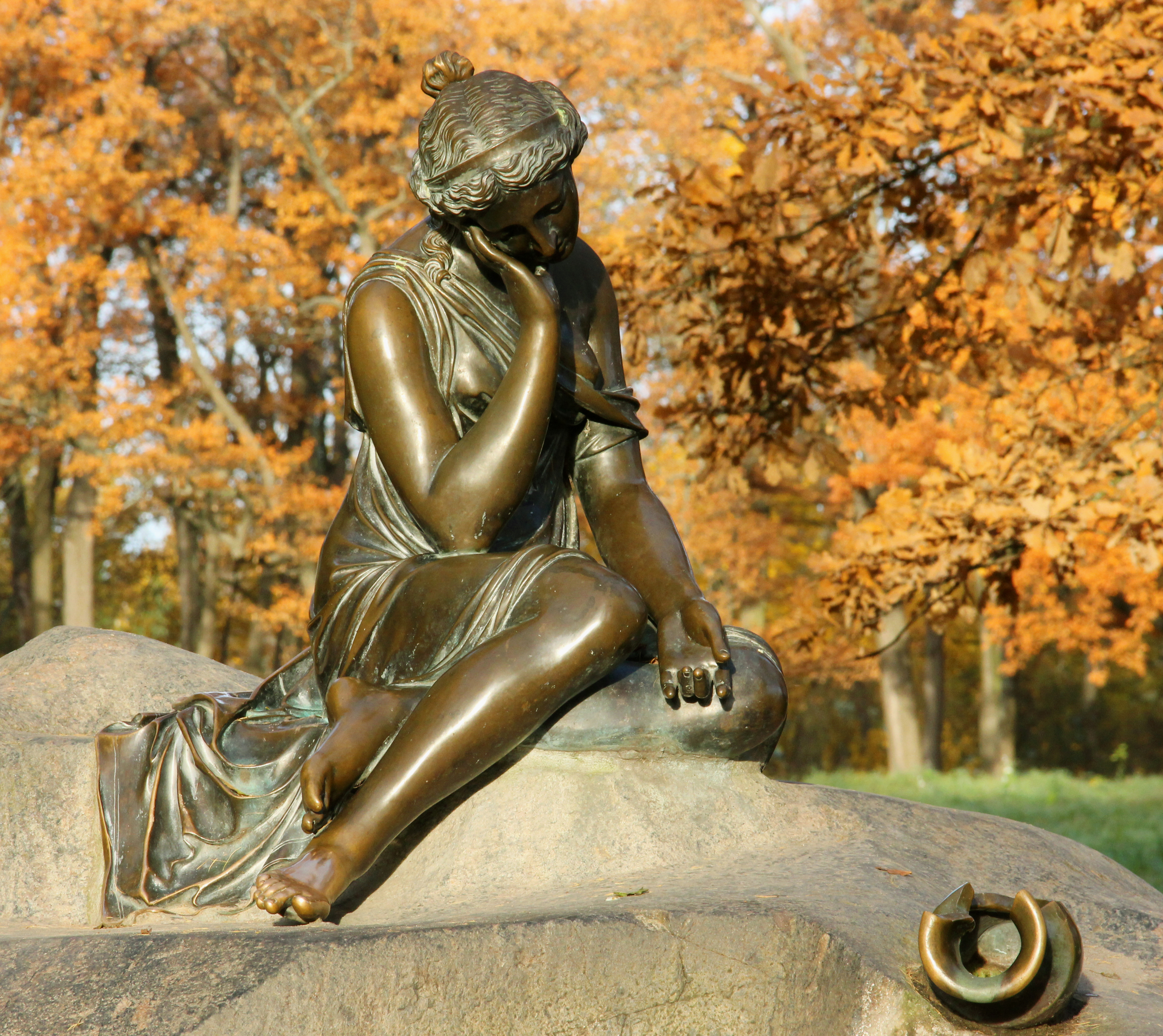
Девушка с кувшином, 1816. Екатерининский парк Царского Села (осень)

## Оригинал и копии
- В настоящее время подлинная статуя находится в фондах музея-заповедника «Царское Село», а в парке стоит копия, которая была изготовлена в 1990 году на заводе «Монументскульптура»[34][17][18][35].
- В фондах Царского Села находится ещё одна копия этой скульптуры, созданная на случай вандализма[34].
- Авторская бронзовая копия скульптуры стоит в имении Суханово[36]. Советский и российский учёный, богослов, литературовед, профессор Московской духовной академии Михаил Дунаев проследил судьбу копии фонтана, созданной Павлом Соколовым в Суханове под Москвой. По его данным, первоначально она украшала, как и в Царском Селе, небольшой родник в парке рядом с прудом. Затем она была перемещена к мавзолею хозяев усадьбы князей Волконских. Он был выстроен в 1813 году и воспринимался Дунаевым как шедевр. Дунаев отметил некоторые небольшие повреждения «Девушки с кувшином», но в целом считал, что она находится в удовлетворительном состоянии[37].
- Гипсовый слепок выставлен в залах Русского музея.
- Копию скульптуры подарила супруга императора Николая I, Александра Фёдоровна, своему брату, принцу Прусскому Фридриху Карлу Александру. Она была установлена в Глиникском парке[нем.] в Потсдаме. Эта скульптура пропала во время Второй мировой войны. В настоящее время вместо неё также установлена копия, выполненная в СССР[38].
- Копию 1989 года представители Советского Союза подарили берлинской Ассоциации Бриц — её установили в парке дворца Бриц.

Различные версии скульптуры
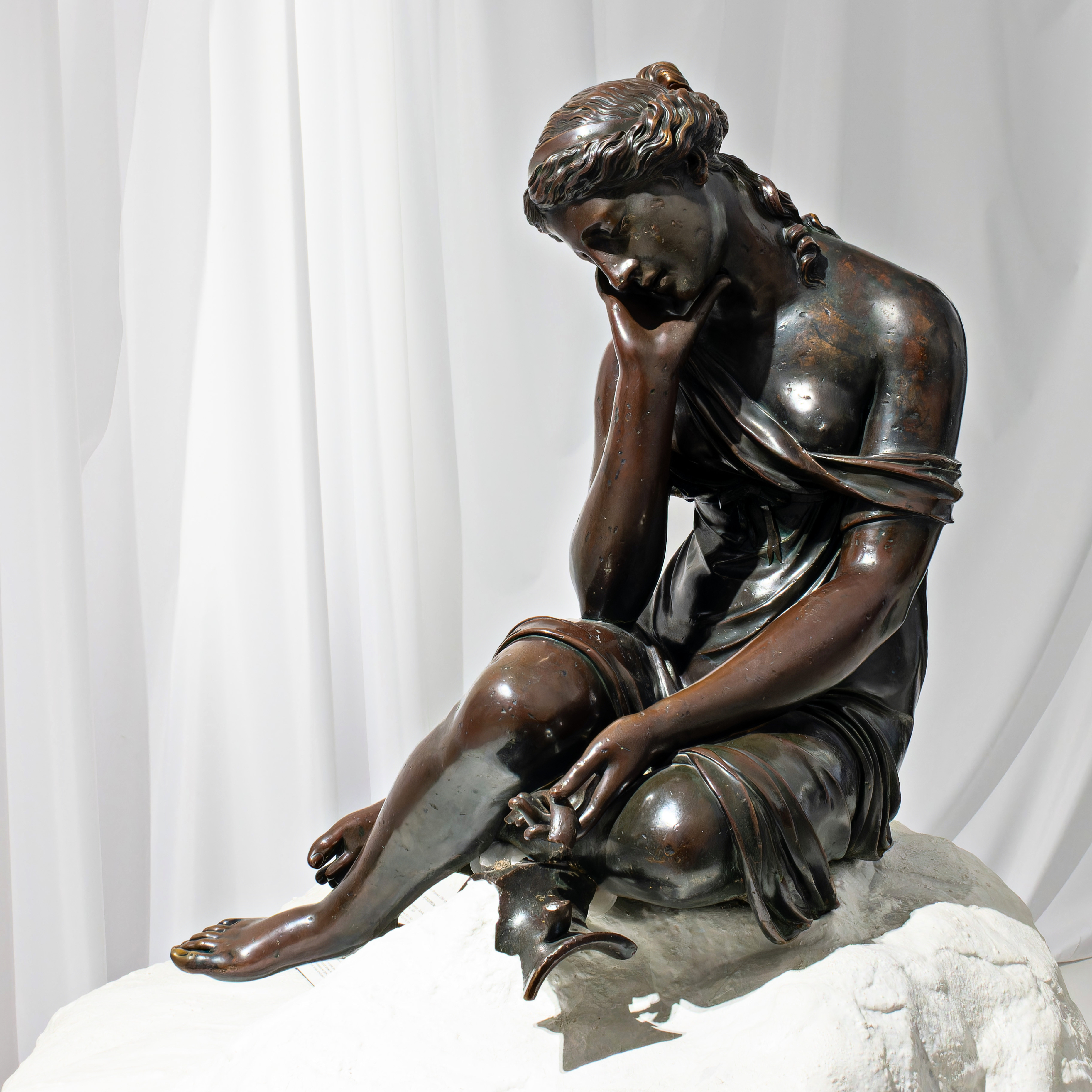
Оригинал статуи из фондов музея-заповедника «Царское Село».
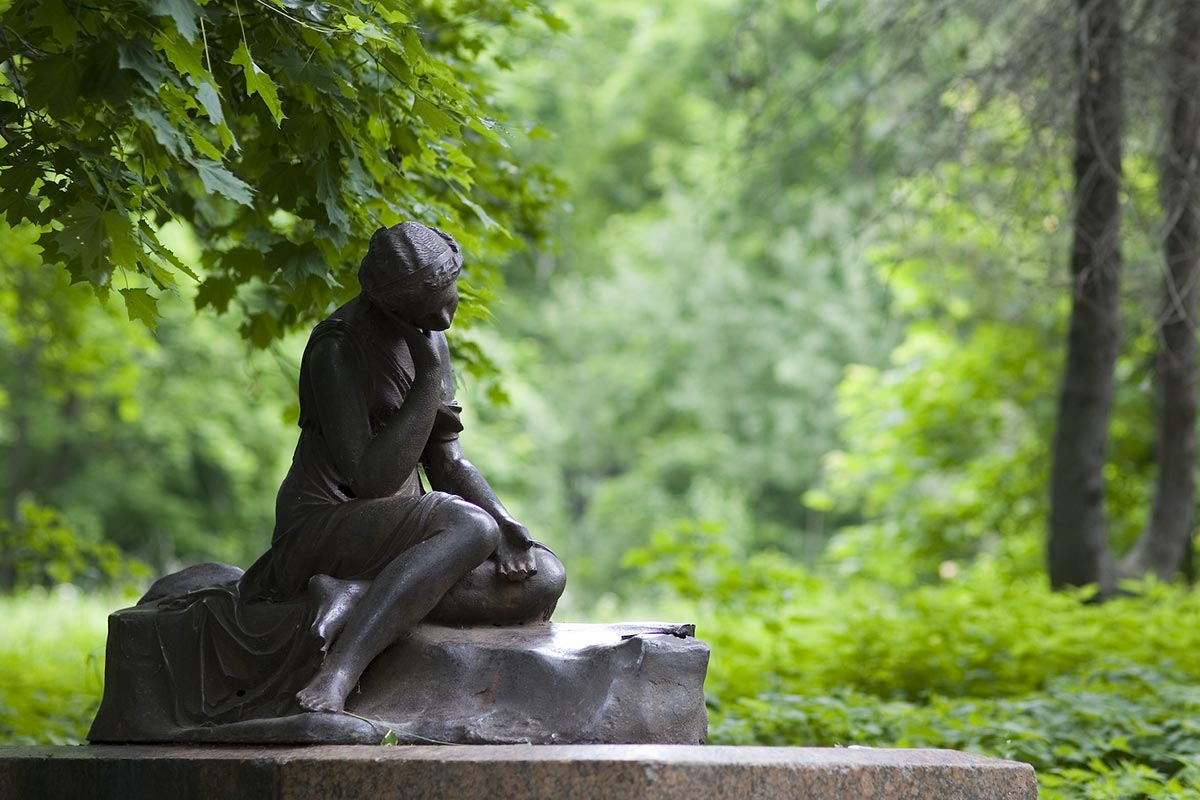
Девушка с кувшином, 1816. Версия из Суханово
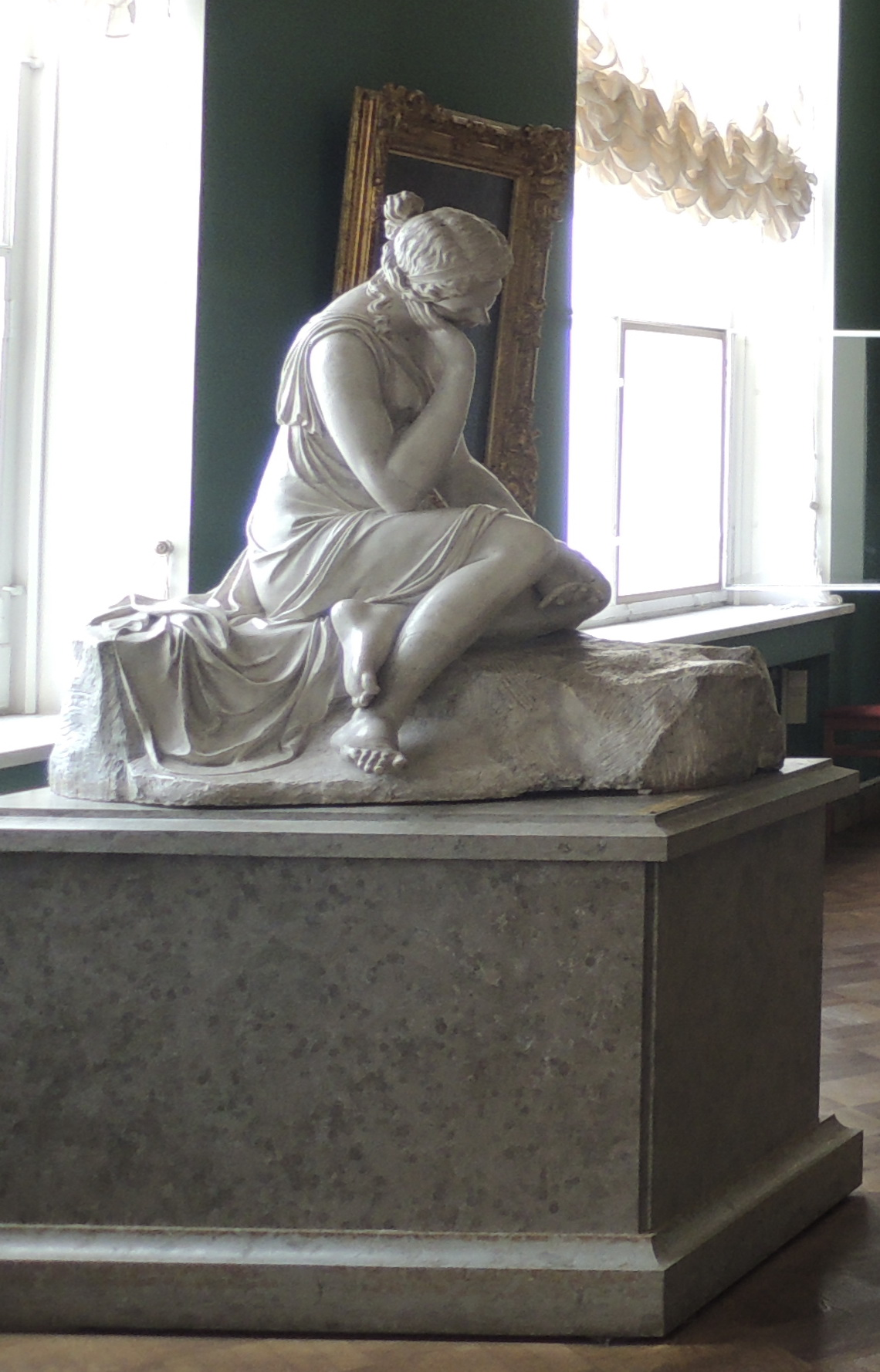
Слепок в Русском музее
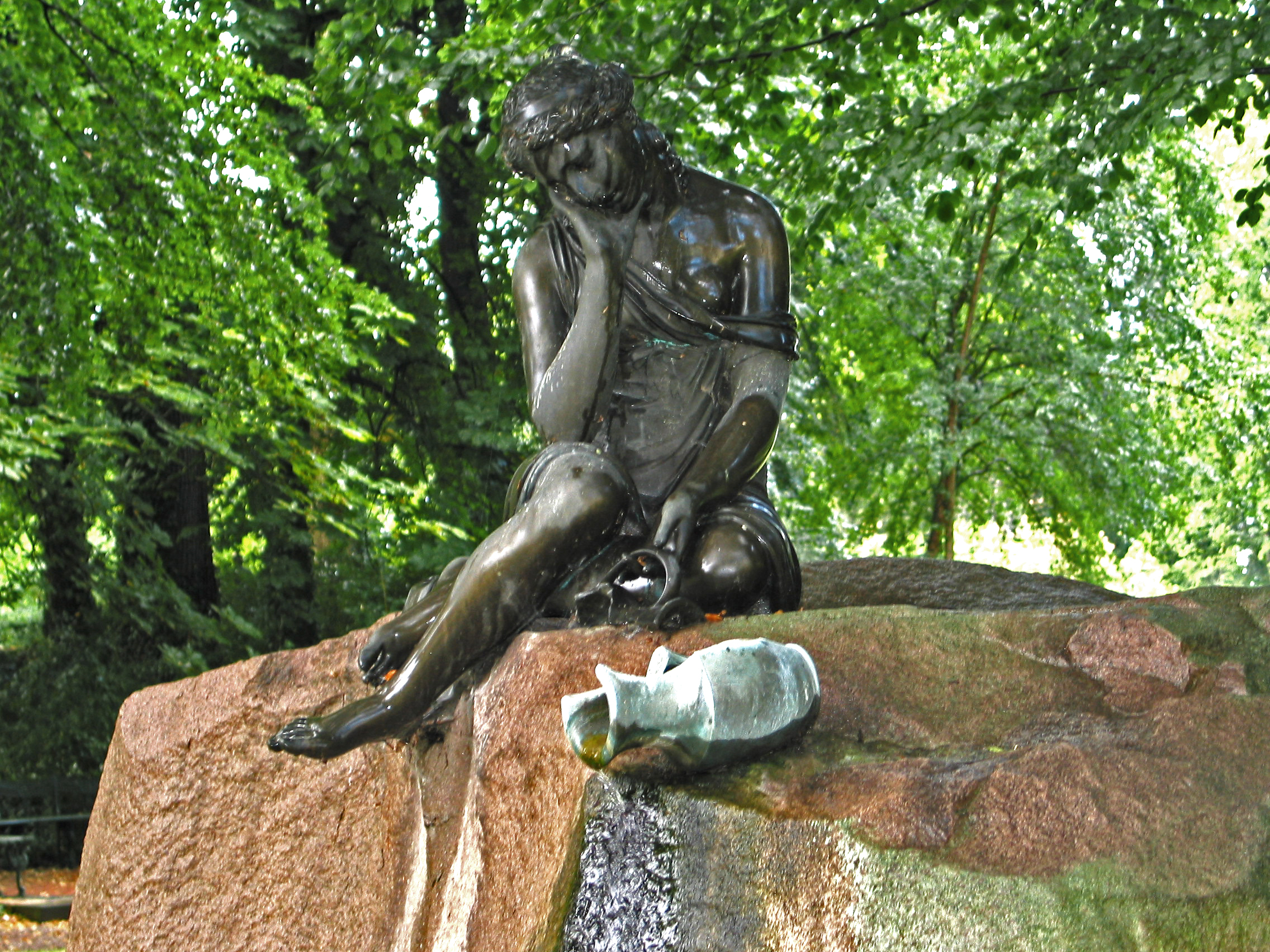
Копия в Глинике
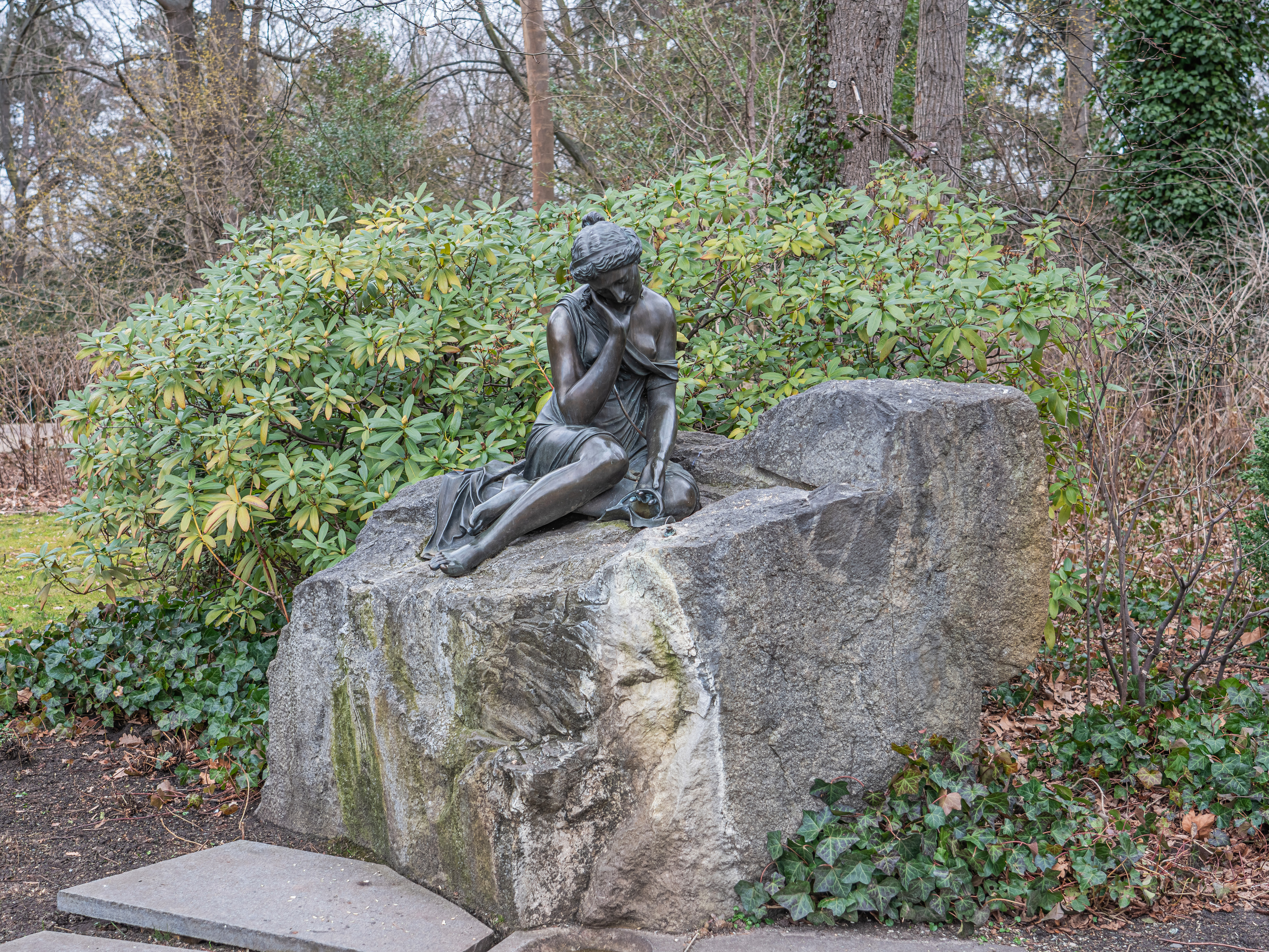
Современная копия в парке Бритц

## В истории российского искусства

### Гипотезы о сюжете
Современники предполагали, что источником сюжета для скульптуры послужила басня Лафонтена «Молочница, или Кувшин с молоком». Доктор философских наук, профессор СПбПУ, Дмитрий Кузнецов называл французского баснописца любимым поэтом Александра I и Аугустина Бетанкура. Сюжет басни — молочница Перетта спешит на рынок, планируя на вырученные за молоко деньги купить цыплят, а затем, продав их, заняться разведением поросят, после чего, продав поросят, купить телят. В этот момент она разбивает кувшин с молоком. Присев рядом с разбитым кувшином, Перетта сожалеет о так и не исполнившихся мечтах, пытается придумать объяснения произошедшего для мужа. Писатель, историк и журналист Павел Свиньин, оставивший первое по времени прямое свидетельство о скульптуре, писал в 1817 году: «Прекрасная крестьянка сидит на граните в кручине о разбившейся кружке своей, из коей вытекает самая чистая вода в околодке». Известный краевед, публицист и беллетрист Михаил Пыляев упоминает в 1889 году в своей книге «Забытое прошлое окрестностей Петербурга» только эту версию сюжета фонтана.

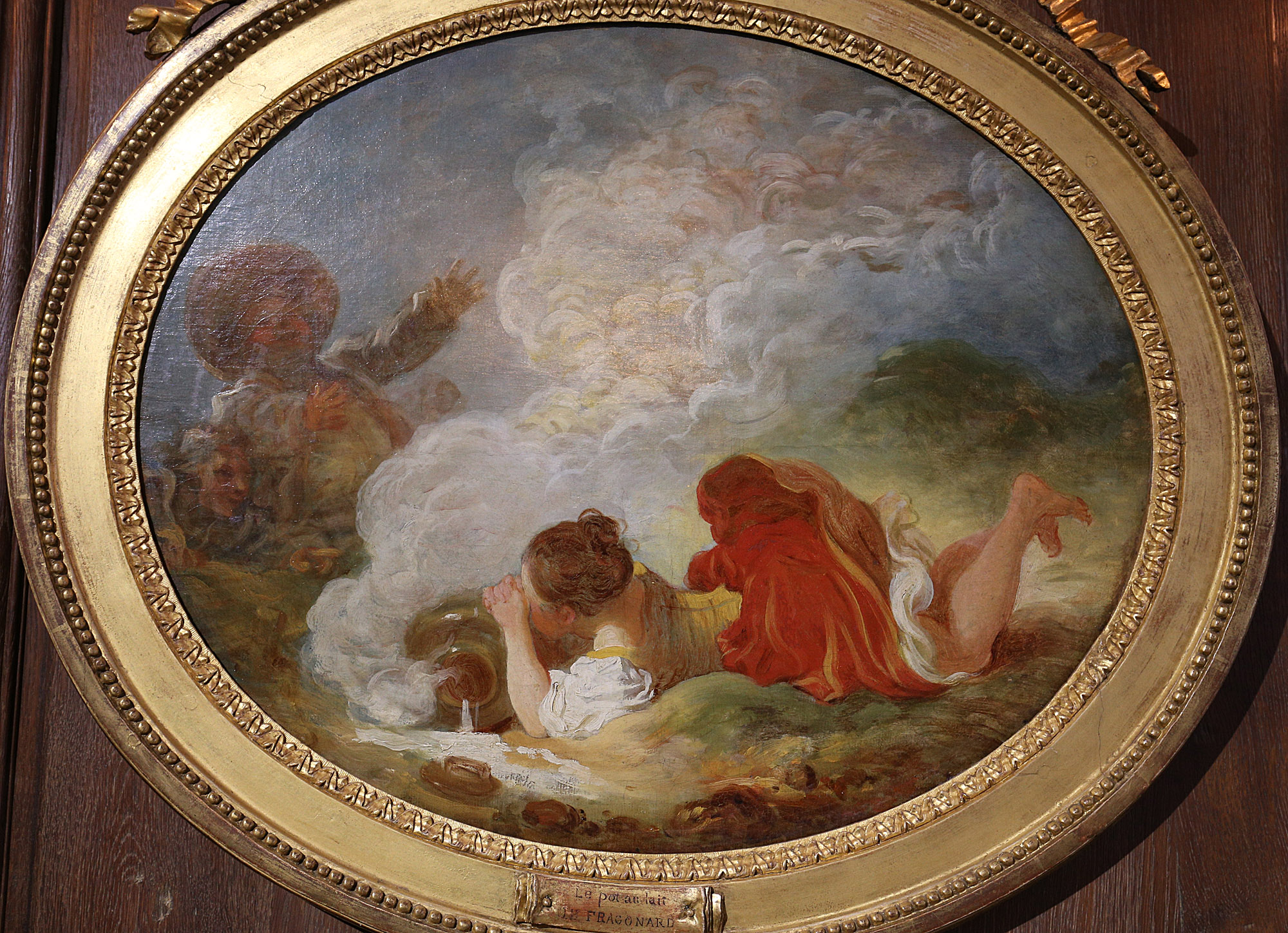
Жан-Оноре Фрагонар. Перетта и кувшин с молоком, 1770
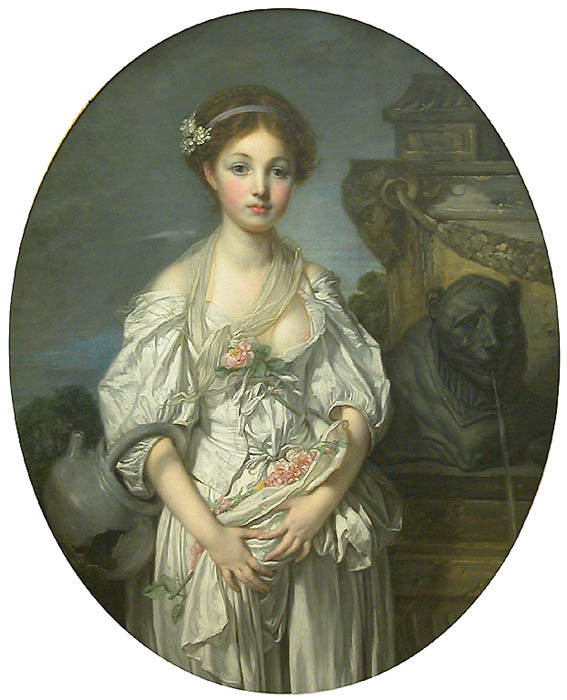
Жан-Батист Грёз. Разбитый кувшин, 1772—1773

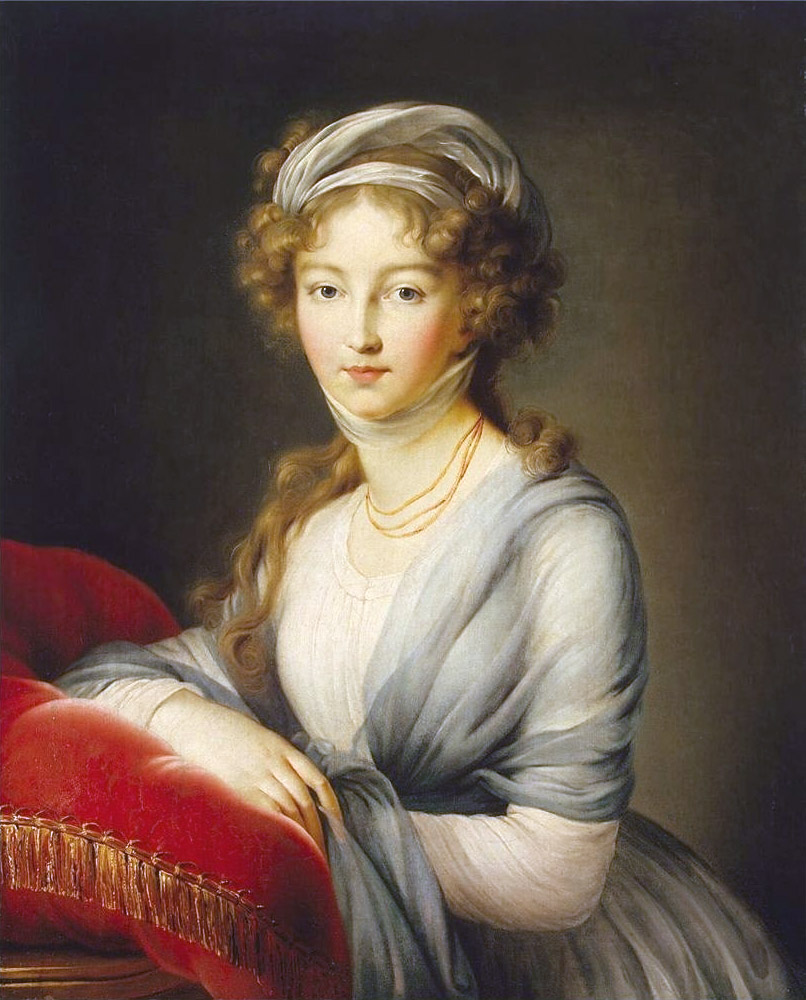
Э. Виже-Лебрён. Императрица (на тот момент великая княгиня) Елизавета Алексеевна, 1795

В 1999 году в статье в журнале «Наука и религия» исследовательница творчества скульптора Павла Соколова, автора скульптурного изображения, Людмила Белозёрова предположила, что моделью для статуи послужила супруга императора Александра I Елизавета Алексеевна. Позже эта статья была опубликована в сборнике «Ангел царя Александра», вышедшем в 2008 году в серии «Христианская культура: Пушкинская эпоха». Секретарь посольства саксонского курфюрста так описывал внешность Елизаветы Алексеевны:

Черты лица её чрезвычайно тонки и правильны: греческий профиль, большие голубые глаза и прелестнейшие белокурые волосы. Фигура её изящна и величественна, а походка чисто воздушная. Словом, Императрица, кажется, одна из самых красивых женщин в мире.— Виктор Семёнов. Девушка с кувшином
Статуя действительно напоминала лицом и фигурой Елизавету Алексеевну, однако в правление Александра это не акцентировалось из-за сложных отношений государя с женой, или оставалось незамеченным. Белозёрова в качестве доказательства также упоминала, что в память об ушедшей из жизни дочери императрицы итальянский скульптор Паоло Трискорни к этому времени уже создал для Елизаветы Алексеевны скульптурную композицию подобного сюжета — опечаленная молодая женщина сидит, положив голову на руку. Дочь императрицы Мария умерла в июле 1800 года, прожив чуть более одного года. По мнению Белозёровой, с которой согласились многие исследователи, этот же образ был положен Бетанкуром в основу замысла фонтана. В 1806 году у императрицы родилась вторая дочь Елизавета, но и она скончалась спустя два года. Императрица стала вести жизнь затворницы, редко покидая Царское Село. Другой причиной уединения и печали императрицы стала смерть от туберкулёза её возлюбленного, двадцатисемилетнего штабс-ротмистра Кавалергардского полка Алексея Охотникова, а по дворцовым слухам — его убийство по инициативе великого князя Константина Павловича, безответно влюблённого в императрицу, во время возвращения со спектакля в Эрмитажном театре в январе 1807 года.
Биограф Бетанкура Владимир Павлов в подтверждение данной версии даже писал, что в первое время Царскосельская статуя была окружена цепной оградой, «как памятник на условной могиле». Другое подтверждение этой версии он увидел в строках стихотворения А. С. Пушкина: поэт, описывая памятник, упоминает черепок и урну (а не кувшин). Слово «черепок», по мнению Павлова, заменяет «череп», который является символом смерти, а слово «урна» (в значении «погребальная») символизирует погребение. Исследователь утверждал, что Пушкин был влюблён в супругу императора, хорошо знал её судьбу, поэтому распознал то значение, которое скульптор вложил в свою статую. Павлов также настаивал, что изображение внешности Елизаветы Алексеевны можно увидеть и на других работах Соколова. Это — сфинксы на Египетском мосту (они созданы в 1826 году, именно в этом году скончалась супруга Александра I), также три, выполненные Соколовым, скульптуры в нишах здания Сената и Синода: «Богословие», «Духовное просвещение» и «Благочестие» (здание было построено в 1832 году).

### Историки искусства и культурологи о художественных особенностях фонтана
Кандидат филологических наук, культуролог Николай Анциферов отмечал удачное расположение фонтана: вблизи гранитной пристани на берегу озера, в небольшой роще. В связи с этим он называл скульптуру нимфой, овеянной глубокой печалью. Он считал важным, что льющаяся из родника вода не замерзает даже зимой — бронзовая статуя покрыта снежной пеленой, а вокруг кувшина повисают сосульки, но вода продолжает журчать. Анциферов писал, что Пушкин прибегал сюда не только кудрявым мальчиком во время учёбы в Лицее, но и приходил к фонтану из Санкт-Петербурга во время долгих пеших прогулок в зрелые годы.
Научная сотрудница Екатерининского дворца-музея Лидия (Цира) Емина отмечала, что, если Лафонтен в своей басне делал вывод о тщетности мечтаний, то скульптура Соколова, напротив, символизирует победу радости жизни над горем. Она видела в «Молочнице» образец русской реалистической скульптуры, отмечала наряду с некоторой отвлечённостью работы Соколова её лиризм и правдивость.
Советский искусствовед Всеволод Петров считал, что хотя «скульптор исходил из жанрового мотива с незамысловатой моралью и без какого-либо намёка на реминисценции античности», он подверг сюжет «принципиальной и коренной перестройке». Он изобразил прекрасную девушку в открытой античной одежде, падающей вниз широкими декоративными складками. В образном строе не остаётся даже следов жанра. Бытовой бытовой мотив скульптор перевёл в элегический возвышенный план. Не французская крестьянка, а прекрасная женская фигура в духе свойственных классицизму представлений об античности изображена скульптором. Вместо нравоучения, он воплотил в статуе «отвлечённую… глубокую и поэтичную мысль». Фигура девушки свободно развёрнута, в композиции «подчёркнуты ритмические повторы», форма обобщена, а мускулатура сглажена, скульптор подчеркнул линейный силуэт девичьей фигуры. Она пребывает в покое, преобладающее значение в композиции имеют фронтальный и один из её боковых аспектов (левый от зрителя), где, по словам Петрова, с «особенной ясностью раскрывается классическая гармония силуэта». Искусствовед считал, что скульптура в отношении стилистики стоит в одном ряду с последними работами скульптора эпохи Александра I Феодосия Щедрина и с надгробной статуей княгини Елизаветы Гагариной работы Ивана Мартоса.

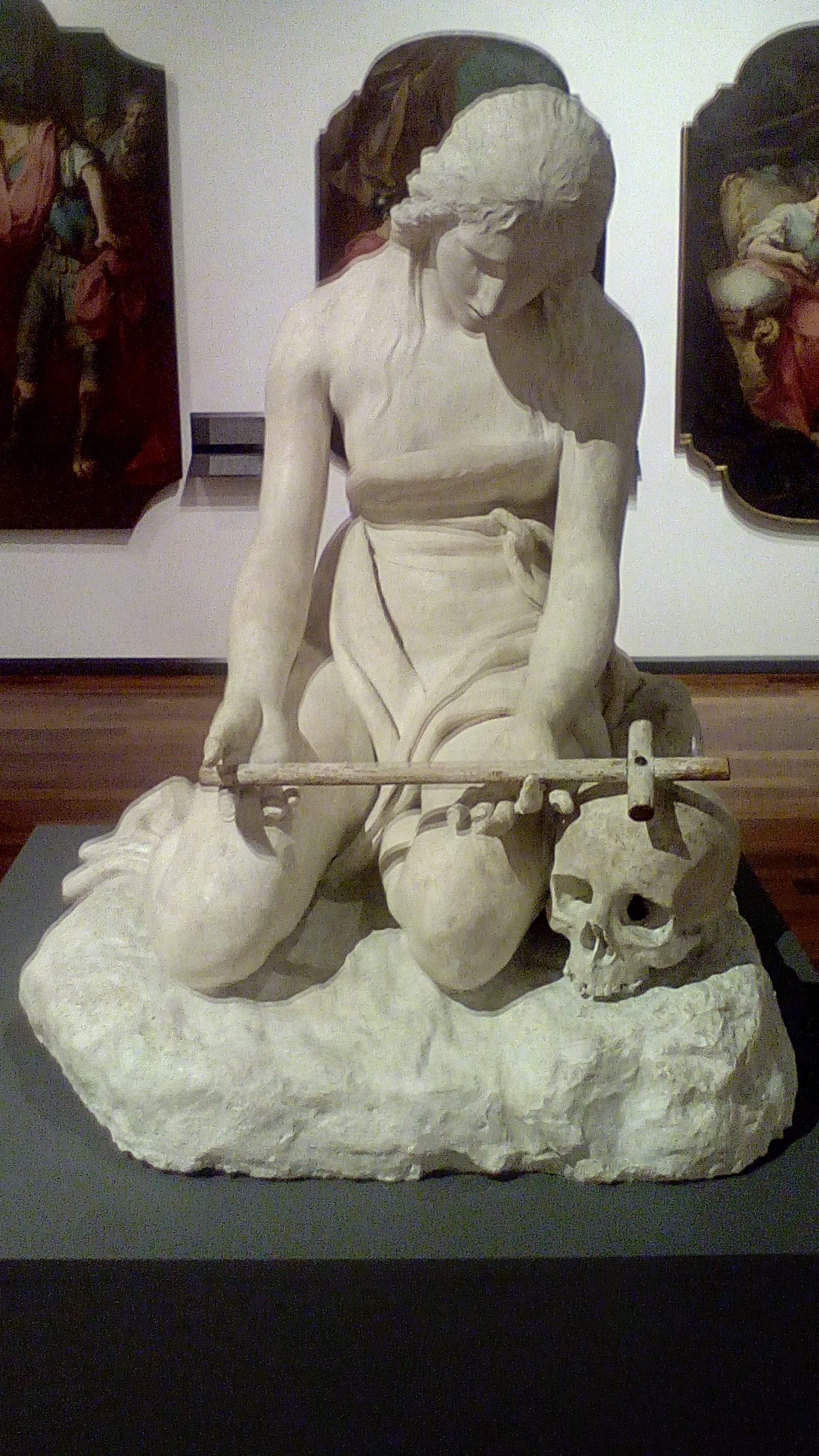
Антонио Канова. "Кающаяся Магдалина"

Советский краевед Анатолий Петров видел в фонтане «стремление скульптора к идеальной, отвлечённой красоте». Он отмечал изысканную позу «Молочницы» и условность в передаче чувства глубокой печали. По его мнению, масштаб фигуры «не вполне соответствует размерам постамента: она кажется слишком миниатюрной». Советский искусствовед, сотрудница Научно-исследовательского института теории и истории изобразительных искусств, Магдалина Ракова отмечала мягкую эмоциональность, изысканный силуэт печально-склоненной головы девушки, опущенной на руку, писала, что жанровый мотив полностью «лишён бытовизма». Она считала скульптуру «Девушка с кувшином» типичной для ампира. По её мнению, скульптура близка направлению в ампире, которое в Западной Европе было представлено Антонио Кановой и Бертелем Торвальдсеном, эмоциональность их работ поверхностна, но они обладают «плавностью силуэта, простотой композиции, безукоризненностью обработки мрамора».
Доктор филологических наук Алексей Ильичёв писал, что скульптура Соколова передаёт «только самую общую идею — грусть и печаль Пьеретты». Фигура девушки выполнена в обобщённых классических формах. Эти классические очертания скульптуры дали позже Пушкину основание для обращения к греческому эпиграмматическому жанру. Особое значение в воплощении идеала греческой красоты имела как раз скульптура, гармонично сочетавшая «эстетические и этические качества, уравновешивающие в идеале калокогатийности внешнее и внутреннее, тело и дух». Красота, осмысленная как мудрость, с точки зрения Ильичёва, оказалась наиболее значительным элементом скульптуры в этом контексте. Советский краевед Нина Семенникова также подчёркивала влияние классицизма на скульптуру Соколова. Она писала, что фонтан словно спрятался от любопытных глаз за кустарником и деревьями. По её мнению, в идеально правильных чертах лица девушки, в стройных пропорциях её фигуры отразились представления о совершенной античной красоте. Грубо же обработанный гранит постамента подчёркивает хрупкость девушки.
Академик Дмитрий Лихачёв считал, что темы басен Эзопа и Лафонтена, которые достаточно часто встречались в регулярном садоводстве прежде, не исчезают в первой половине XIX века, а приобретают оттенок «sensibility», особенно, по его мнению, это сказывается в скульптуре «Молочница». Павел Соколов на первый план выдвинул не нравоучительный аспект басни Лафонтена, а чувствительную «sensibility». Пушкин в своих стихах откликался, по его мнению, в первую очередь именно на «sensibility» царскосельской природы как поэтическими зарисовками «лорреновских пейзажей», так и «свободной философией, в них заключённой».
Российский краевед Елена Егорова писала, что Соколов углубил содержание басни Лафонтена. На скульптуре изображена не простая французская крестьянка, а античная девушка. Присутствует частичное сюжетное сходство с	басней,	«а реминисценции практически вообще отсутствуют». Кандидат искусствоведения Людмила Доронина отмечала, что «прекрасно вылепленная фигура, изображённая в естественной и непринуждённой позе, вызывает в памяти античные образцы». Также она писала, что валун, на котором размещена женская фигура, напоминает естественные образцы, хотя «искусно подправлен рукой мастера» (что Доронина приписывает Бетанкуру), благодаря этому молочница органично смотрится в укромном уголке Екатерининского парка, а окружающий ландшафт подчёркивает «лирически-грустную интонацию образа». Дмитрий Кузнецов в биографии Аугустина Бетанкура писал, что тонкая струйка воды, сочащаяся из разбитого кувшина должна была символизировать «хрупкость человеческого бытия и призрачность воздушных замков». Разбитый кувшин, с его точки зрения, должен символизировать смерть, а вода, хранящая в себе тайну вечности, — бессмертие.

## Фонтан в произведениях искусства и литературы

### В поэзии
Пушкин, по мнению Егоровой, в своём небольшом стихотворении «Царскосельская статуя» (1830) верно понял замысел скульптора с отсылкой к античным временам: поэт включил своё стихотворение, посвящённое фонтану в цикл «Анфологических эпиграмм», созданных в духе античного мироощущения. Само стихотворение написано популярным именно в античности элегическим дистихом (гекзаметр и пентаметр) и является образцом античного экфрасиса (детализированное описания произведения искусства). Поэт также подчеркнул элементы повседневной жизни античной эпохи, присущие скульптуре: причёску, одежду, классические формы…. Абрам Терц (литературный псевдоним Андрея Синявского) отмечал в связи с «Девушкой с кувшином», что Пушкина «влекло к статуям, надо думать, сродство душ и совпадение в идее — желание задержать убегающее мгновенье, перелив его в непреходящий, вечно длящийся жест». Доктор филологических наук Татьяна Мальчукова отмечала, что в рукописном автографе присутствует заглавие — «К статуе в Царском Селе», которое она воспринимала как «надпись к статуе». В этом стихотворении исследовательница увидела все параметры жанра эпиграммы: «связь с надписью, характерный размер, не избегающая повторений простота и важность стиля, двухчастная композиция, развертывающая описание „памятника художества“ и рождённую его красотой „мгновенную мысль“».
По мнению Алексея Ильичёва эпиграмма Пушкина — как описание царскосельской статуи, так и миф о превращении девушки в застывший камень и о возникновении вечного источника, она носит описательный и повествовательный характер. Текст, с его точки зрения, делится на две части: первое двустишие включает повествовательный микросюжет, разворачивающийся во времени от прошлого к настоящему («уронив», «разбила»; «сидит», «держа»), второй же дистих представляет собой описание фонтана.
В 1832 году молодой поэт Михаил Деларю, выпускник V курса Царскосельского лицея, опубликовал стихотворение «Статуя Перетты в Царскосельском саду» с примечанием «с немецкого» (эта фраза была исключена в более позднем издании, поэтому доктор филологических наук Сергей Кибальник предположил, что речь идёт о мистификации). Известно, что Деларю был знаком с Пушкиным в кружке Антона Дельвига, активно сотрудничал в «Литературной газете» и «Северных цветах», где было опубликовано стихотворение Пушкина. Деларю точнее отразил сюжет Лафонтена, чем Пушкин, но его стихотворение значительно слабее (противоположную точку зрения высказывал Борис Чухлов). Некоторые литературоведы считали стихотворение Деларю полемическим ответом Пушкину — он «исправляет» неточности и переносит акцент со статуи на фонтан, делая его аллегорией надежды. В 1889 году упоминание о статуе включил в свою поэму «Дума о Царском Селе» Константин Фофанов. В 1861 году граф Алексей Толстой написал пародию на стихотворение Пушкина о скульптуре Соколова — «Царскосельская статуя» (1830).
Часто обращались к скульптуре поэты Серебряного века. Иннокентий Анненский в стихотворении, посвящённом Л. И. Микулич, описал «прекрасный и таинственный образ Царскосельского парка» и увидел в девушке с кувшином не французскую крестьянку, а нимфу. Стихотворение художника и поэта Василия Комаровского «Ни этот павильон хандры порфирородной…» (1916) отличается, по мнению Елены Егоровой, «глубоко личным восприятием скульптуры», но далеко от «обращения в вечность», свойственного стихотворению Пушкина. В этом же году «Молочнице» посвятила стихотворение Анна Ахматова. Также о скульптуре писали другие акмеисты — Георгий Иванов и Эрих Голлербах.
Памятник упоминается в более поздних стихотворениях Всеволода Рождественского «Тяжёлым куполом покрыт наш душный храм» (1920), Татьяны Гнедич «Зелёный парк шумит, не увядая» (1958), Анны Шидловской «Царскосельская статуя».
Урну с водой уронив, об утёс её дева разбила.

Дева печально сидит, праздный держа черепок.

Чудо! не сякнет вода, изливаясь из урны разбитой;

Дева, над вечной струёй, вечно печальна сидит
Чуда не вижу я тут. Генерал-лейтенант Захаржевский,

В урне той дно просверлив, воду провел чрез нее
Что там вдали, меж кустов, над гранитным утёсом мелькает,

Там, где серебряный ключ с тихим журчаньем бежит?

Нимфа ль долины в прохладе теней позабылась дремотой?

Ветви, раздайтесь скорей: дайте взглянуть на неё!

Ты ль предо мною, Перетта? Тебе изменила надежда,

И пред тобою лежит камнем пробитый сосуд.

Но молоко, пролиясь, превратилось в журчащий источник:

С ропотом льётся за край, струйки в долину несёт.

Снова здесь вижу тебя, животворный мой гений, Надежда!

Так из развалины благ бьёт возрождённый твой ток!
…А дальше ряд душистых цветников,

Подстриженных акаций изгородки,

И мостики над зеркалом прудов,

А на прудах и лебеди, и лодки,

И в сумраке задумчивых кустов

Печальный лик склонившейся красотки.

Она грустит над звонкою струёй,

Разбив кувшин, кувшин заветный свой.

Она грустит безмолвно много лет.

Из черепка звенит родник смиренный,

И скорбь её воспел давно поэт,

И скрылся он, наш гений вдохновенный,

Другим певцам оставив бренный свет.

А из кувшина струйка влаги пенной

По-прежнему бежит не торопясь,

Храня с былым таинственную связь…
Там на портретах строги лица,

  И тонок там туман седой,

  Великолепье небылицы

  Там нежно веет резедой.

  Там нимфа с таицкой водой,

  Водой, которой не разлиться,

  Там стала лебедем Фелица

  И бронзой Пушкин молодой.

  Там воды зыблются светло

  И гордо царствуют берёзы,

  Там были розы, были розы,

  Пускай в поток их унесло.

  Там всё, что навсегда ушло,

  Чтоб навевать сиреням грёзы.

  . . . . . . . .

  Скажите: "Царское Село" -

  И улыбнемся мы сквозь слёзы
Ни этот павильон хандры порфирородной

(Предел, поставленный тоске простонародной),

Где сладострастие и дымчатый агат,

А ныне — факелов потушенный обряд;

Ни в триумфальный год воздвигнутая арка,

Где лицемерен цвет намеренно не яркий;

Ни гладь зелёная бесчисленных запруд,

Ни жёлтый мох камней, как будто плесень руд,

На скудном севере далёкий отблеск Рима,

Меня не повлекут назад необоримо.

Я тоже не пойду по траурным следам,

Где — «равнодушная к обидам и годам»

Обманутым стихом прославленная Расе

Стоит, довольная придворною удачей:

Помолодеть и ей внезапно довелось!

Отремонтирован ея «ужасный» нос

Ремесленным резцом; и выбелены раны,

Что накопили ей холодные туманы.

Я буду вспоминать, по новому скупой,

Тебя, избитую обыденной тропой,

Сочувствием вдовы, насмешкой балагура…

С рукой подпёртою сидящую понуро.

Я вечер воскрешу и поглотят меня

Деревьев сумерки. Безумолчно звеня,

Пускай смешается с листвою многошумной

Гремучая струя и отдых мой бездумный.
Уже кленовые листы

На пруд слетают лебединый,

И окровавлены кусты

Неспешно зреющей рябины,

И ослепительно стройна,

Поджав незябнущие ноги,

На камне северном она

Сидит и смотрит на дороги.

Я чувствовала смутный страх

Пред этой девушкой воспетой.

Играли на её плечах

Лучи скудеющего света.

И как могла я ей простить

Восторг твоей хвалы влюблённой.

Смотри, ей весело грустить,

Такой нарядно обнажённой.

### В музыке
В 1900 году российский композитор Цезарь Кюи опубликовал романс «Царскосельская статуя» на стихи А. С. Пушкина (соч. 57, № 17). Он входит в цикл «Двадцать пять стихотворений Пушкина», написанный к столетнему юбилею Пушкина в 1899 году и впервые исполненный в 17 декабря 1900 в одном из концертов Керзинского кружка в зале «Славянского базара» в Москве. Публика после каждого романса устраивала овации. Восхищённый критик писал: «Во всех романсах соблюдена подлинность стиха, они красивы, просты, невелики объемом, текст слит с музыкою, наконец, они по силам даже певцам с средними вокальными данными. Многим из этих романсов смело можно предсказать широкую популярность в музыкальном мире».
В начале XX века насчитывалось уже шесть музыкальных переложений стихотворения Пушкина «Царскосельская статуя». В 1937 году советский композитор Кара Караев написал фортепианную картину «Царскосельская статуя (по Пушкину)».

### В изобразительном искусстве
Фонтан привлекал внимание российских художников, графиков, иллюстраторов. Литография Андрея Мартынова входит в его серию «Виды Санкт-Петербурга и его окрестностей». Авторы комментированного издания сочинений А. С. Пушкина отметили сходство скульптуры в Царском Селе и рисунка поэта к главе III «Евгения Онегина» (ПД 835. Л. 7 об.), который изображает пригорюнившуюся Татьяну. Литературовед Елена Ступина писала, что совпадают изгиб шеи, причёска, локон, спадающий на шею, обнажённое плечо, положение руки. Ещё одно подтверждение она находила в черновике строфы XXXII, который находится рядом с рисунком Татьяны, сидящей на постели — слово «окаменев», находящееся рядом с детальным стихотворным описанием положения тела Татьяны. Ступина также упомянула о другом рисунке, репродукцию которого привела в своей статье: Татьяна, склонив голову на ладонь, стоит в полный рост, отворачиваясь от зрителя (ПД 835. Л. 7). Тетрадь ПД № 835, в которой находятся оба рисунка, известна в под названием «второй масонской» тетради. В 1822 году после закрытия в Кишинёве масонской ложи «Овидий» казначей ложи и хороший знакомый Пушкина Николай Алексеев подарил поэту три тетради (кроме этой — ПД № 834 и ПД № 836). ПД № 835 находится в кожаном переплете, на её обложке оттиснут масонский знак «OV» в треугольнике.
Основатель фотолитографии в России Альберт Мей в 1877 году включил снимок фонтана в альбом «Виды Царского Села».

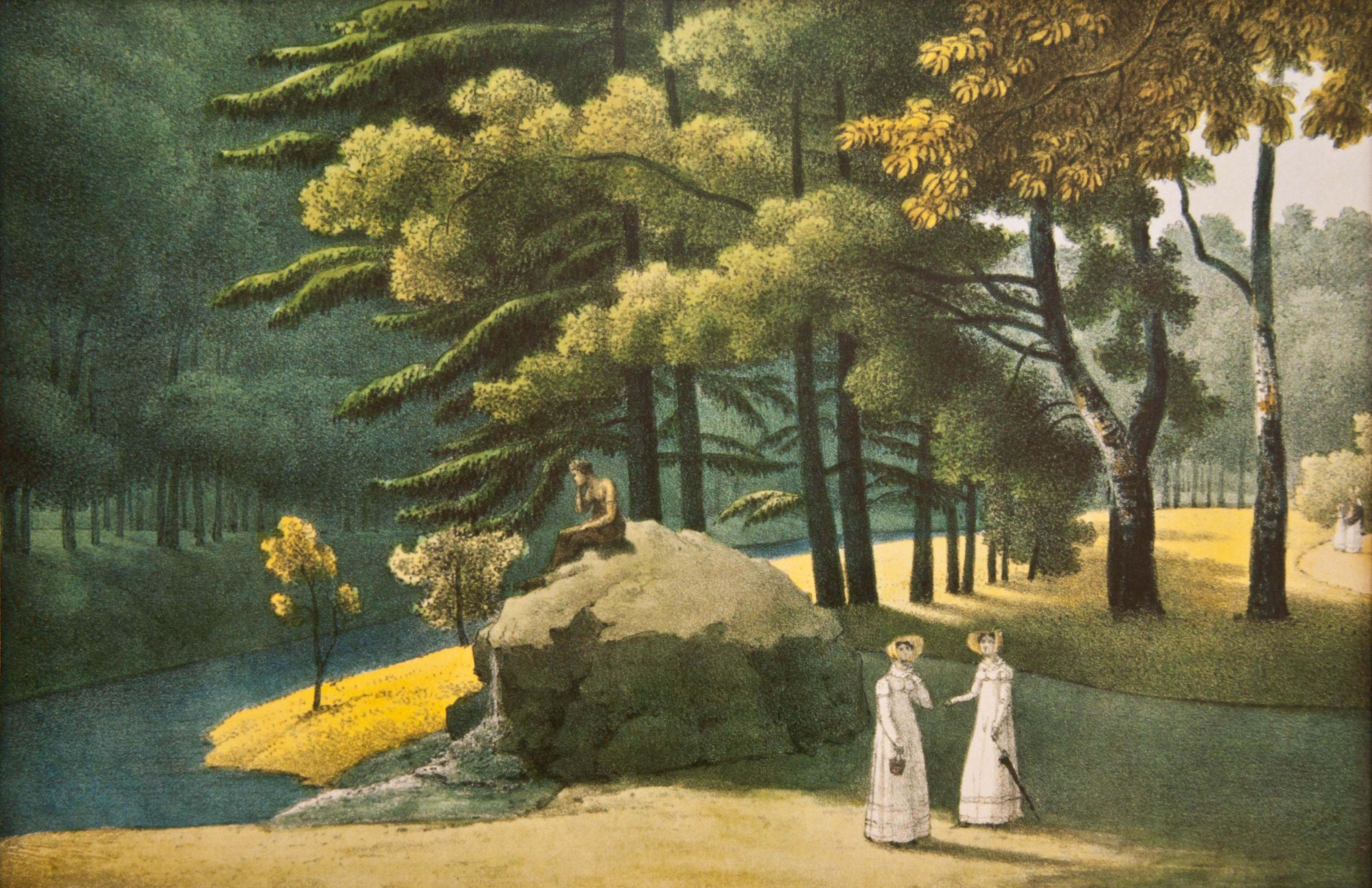
Андрей Мартынов. Литография, раскрашенная акварелью, 1821—1822
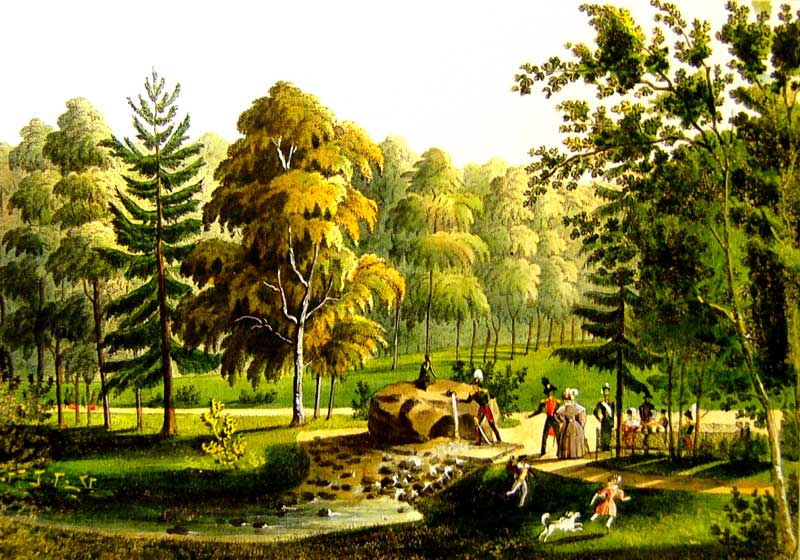
Аноним. Пейзаж у фонтана, литография, I половина XIX века
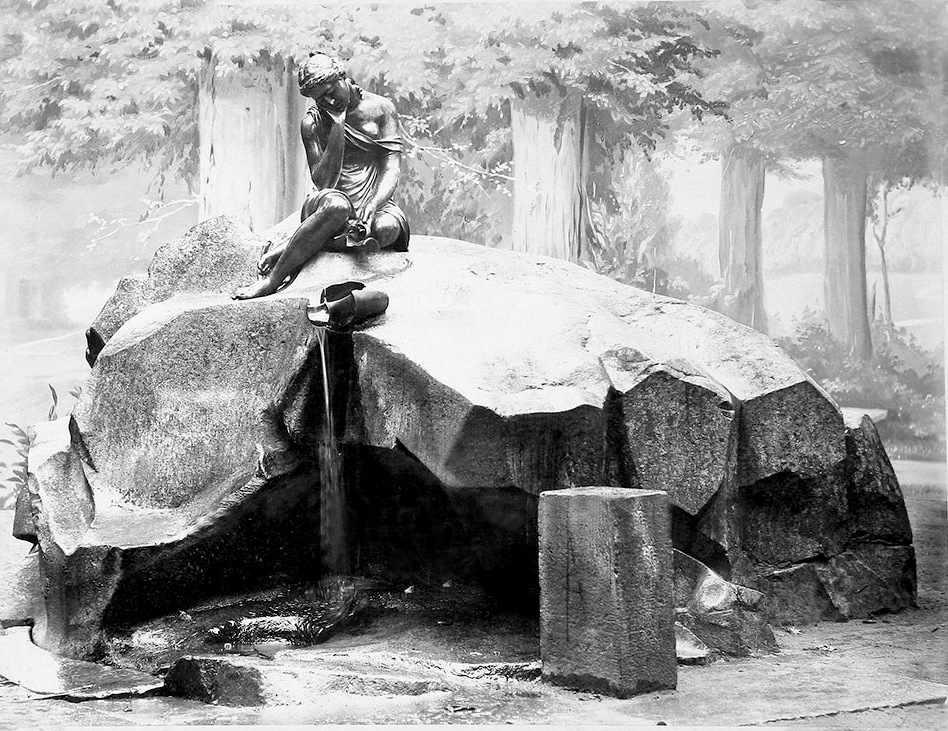
Альберт Мей. Фонтан «Молочница» в Екатерининском парке, 1877
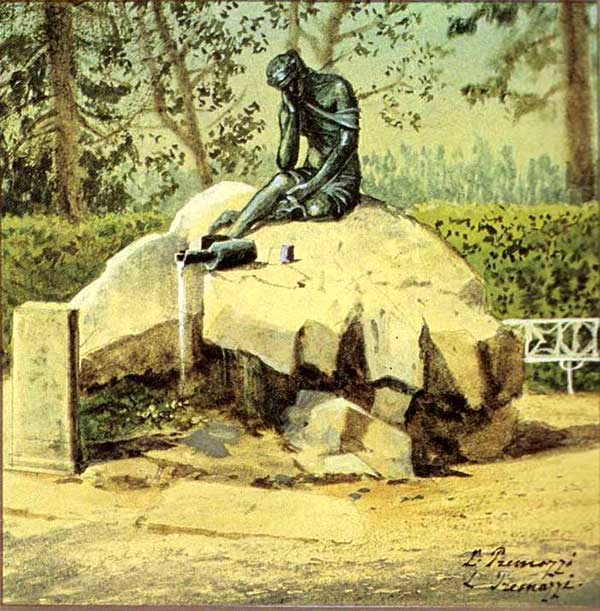
Луиджи Премацци. Девушка с кувшином, акварель конца XIX века